# Nevil Maskelyne
Nevil Maskelyne (ur. 6 października 1732 w Londynie, zm. 9 lutego 1811 w Greenwich) – brytyjski astronom. Od 1765 roku piąty Astronom Królewski. W 1775 roku otrzymał Medal Copleya.

## Życiorys
Studiował w St Catharine’s College, Pembroke College i Trinity College na Uniwersytecie Cambridge i tam uzyskał stopień doktora teologii . Został pastorem i przez pewien czas był wikariuszem w Barnet. Ożenił się w wieku 52 lat. Jego żoną była Sophia, bogata spadkobierczyni  Johna Rose’a z Northamptonshire. Z tego związku przyszła na świat córka Margaret.
Dzięki zainteresowaniom astronomicznym zetknął się z Jamesem Bradleyem, astronomem wsławionym odkryciem zjawiska aberracji światła gwiazd.
Astronomią zainteresował się po zaćmieniu Słońca 25 lipca 1748 roku. W 1761 roku dokonał obserwacji przejścia Wenus przed tarczą Słońca, co umożliwiło wyznaczenie jednostki astronomicznej. Podczas podróży na Wyspę Świętej Heleny prowadził doświadczenia z wyznaczeniem długości geograficznej z obserwacji Księżyca, a następnie wprowadził tę metodę do nawigacji opisanej w The British Mariner's Guide (1763). Po zastąpieniu w 1765 roku Nathaniela Blissa na stanowisku astronoma królewskiego wydał pierwszy tom The Nautical Almanac (1766). W 1758 został członkiem Londyńskiego Towarzystwa Królewskiego. W roku 1772 zaproponował metodę wyznaczenia stałej grawitacji i gęstości Ziemi polegającą na pomiarze odchylenia od pionu ciężarka zwisającego z liny umieszczonego w pobliżu góry o znanych parametrach.
Jednym z osiągnięć było zmierzenie odchylenia linii pionu po dwóch stronach góry Schiehallion w Szkocji o symetrycznym kształcie, który pozwalał obliczyć jej masę. Astronom spędził na stokach tej góry okres od czerwca do października 1774, wykonując staranne pomiary astronomiczne. Na tej podstawie można było wyznaczyć liczbowo wartość stałej grawitacyjnej w prawie Newtona.
Jako członek jury nadzorował weryfikację chronometru Johna Harrisona (będąc przy tym sceptycznie nastawiony do tego wynalazku).